# Vuelta a España 2024/9. Etappe
Die 9. Etappe der Vuelta a España 2024 fand am 25. August 2024 statt. Sie führte die 79. Austragung des spanischen Etappenrennens in die Sierra Nevada, wo mit dem Alto de Monachil (1476 m) und der Alto de Hazallanas (1655 m) zwei bekannte Pässe überquert werden mussten. Der Start erfolgte in Motril, ehe das Ziel nach 178,2 Kilometern in Granada erreicht wurde. Nach der Etappe hatten die Fahrer 1447,2 Kilometer absolviert, was 43,84 % der Gesamtdistanz entspricht. Im Anschluss an die 9. Etappe wurde der 1. Ruhetag am 26. Juli 2024 in Vigo abgehalten.
Den Etappensieg sicherte sich Adam Yates (UAE Team Emirates), der sich zunächst in der Ausreißergruppe befand und die letzten 58 Kilometer als Solist zurücklegte. Der Brite gewann die Etappe mit einem Vorsprung von einer Minute und 39 Sekunden vor dem Ecuadorianer Richard Carapaz (EF Education-EasyPost), der sich im ersten Anstieg des Tages, der Alto de Monachil, vom Hauptfeld absetzte. Der Gesamtführende Ben O’Connor (Decathlon AG2R La Mondiale Team) führte die erste größere Gruppe mit einem Rückstand von drei Minuten und 45 Sekunden über den Zielstrich und verteidigte so das Rote Trikot.

## Streckenverlauf
Nach dem offiziellen Start führte die Strecke ins Landesinnere, wobei die Straße nach einer kurzen anfänglichen Abfahrt leicht ansteigend zum Embalse de Rules führte. Auch auf dem weiteren Weg nach Órgiva, Lanjarón und Dúrcal führte die Strecke in mehreren Abschnitten bergauf. Bei El Padul erreichten die Fahrer ein Hochplateau, dem sie bis Granada folgten, ehe sie in Richtung Osten abbogen und über Huétor Vega nach Monachil gelangten. Hier begann nach 88 Kilometern die Auffahrt auf die Alto de Monachil (1476 m), die auf einer Länge von 8,9 Kilometern eine durchschnittliche Steigung von 7,6 % aufweist. Auf der Passhöhe wurde bei Kilometer 96,9 eine Bergwertung der 1. Kategorie abgenommen, ehe es auf der gut ausgebauten A-395 bergab nach Pinos Genil ging. Nun begann die Straße erneut zu steigen und führte vorbei an der Canales-Talsperre nach Güéjar Sierra. Kurz darauf begann die Auffahrt auf die Alto de Hazallanas (1655 m), die ebenfalls als Bergwertung der 1. Kategorie klassifiziert worden war. Sie ist 7,1 Kilometer lang und weist eine Durchschnittsteigung von 9,5 % auf. Zudem beinhaltet sie Rampen von bis zu 20 %. Die Passhöhe wurde nach 124,2 Kilometern zum ersten Mal passiert, ehe es erneut bergab nach Pinos Genil ging. Die Auffahrt auf die Alto de Hazallanas wurde nun nach einem Zwischensprint in Güéjar Sierra zum zweiten Mal befahren. Die Passhöhe wurde 22,7 Kilometer vor dem Ziel erneut überquert, wobei diesmal auch Zeitbonifikationen vergeben wurden. Die abschließende Abfahrt erfolgte erneut auf der A-395, bevor die Fahrer bei Cenes de la Vega auf die schmalere GR-420 wechselten. Die letzten acht Kilometer führten nur noch leicht abfallend zum Zielort Granada.
|                            | Ort                | Kilometer | Länge (km) | Höhe (m) | Ø Steigung | max. Steigung |
| -------------------------- | ------------------ | --------- | ---------- | -------- | ---------- | ------------- |
| neutralisierter Start      | Motril             | −6,5      |            |          |            |               |
| offizieller Start          | A-4133             | 0         |            |          |            |               |
| Bergwertung (1. Kategorie) | Alto de Monachil   | 96,9      | 8,9        | 1476     | 7,6 %      | 17 %          |
| Bergwertung (1. Kategorie) | Alto de Hazallanas | 124,2     | 7,1        | 1655     | 9,5 %      | 20 %          |
| Zwischensprint             | Güéjar Sierra      | 146,6     |            |          |            |               |
| Bergwertung (1. Kategorie) | Alto de Hazallanas | 155,5     | 7,1        | 1655     | 9,5 %      | 20 %          |
| Bonussprint                | Alto de Hazallanas | 155,5     |            |          |            |               |
| Ziel                       | Granada            | 178,2     |            |          |            |               |

## Rennverlauf
Mit João Almeida (UAE Team Emirates) ging ein Fahrer nicht an den Start der 9. Etappe. Auf den ersten 20 Kilometern bildete sich eine 26 Fahrer umfassende Ausreißergruppe in der David Gaudu, Stefan Küng (beide Groupama-FDJ), Adam Yates, Marc Soler, Jay Vine (alle UAE Team Emirates), Max Poole, Gijs Leemreize (beide dsm-firmenich PostNL), Óscar Rodríguez (Ineos Grenadiers), Torstein Træen (Bahrain Victorious), Patrick Konrad, Mathias Vacek (beide Lidl-Trek), Xandro Meurisse, Quinten Hermans (beide Alpecin-Deceuninck), Rubén Fernández, Jonathan Lastra, Jesús Herrada (alle Cofidis), Nélson Oliveira (Movistar), Wout van Aert (Visma-Lease a Bike), James Shaw, Darren Rafferty (beide EF Education-EasyPost), Chris Harper, Felix Engelhardt (beide Jayco AlUla), Pau Miquel, Pablo Castrillo (beide Kern Pharma), Jonas Gregaard (Lotto Dstny) und Kasper Asgreen (Soudal Quick-Step) vertreten waren. David Gaudu wies als bestplatzierter Fahrer im Gesamtklassement einen Rückstand von sechseinhalb Minuten auf.
Die Ausreißer konnten einen Vorsprung von rund sechs Minuten herausfahren, ehe sie mit der Alto de Monachil den ersten kategorisierten Anstieg des Tages in Angriff nahmen. Nun übernahm Marc Soler die Tempoarbeit, wodurch die Ausreißergruppe zerfiel. Dahinter griff Richard Carapaz (EF Education-EasyPost) rund 90 Kilometer vor dem Ziel an. Der Ecuadorianer überquerte die Passhöhe mit einem Rückstand von rund drei Minuten, womit er rasch zwei Minuten auf das Hauptfeld herausgefahren hatte. Die erste Bergwertung des Tages sicherte sich David Gaudu vor Marc Soler, Jay Vine, Adam Yates und Pablo Castrillo. In der anschließenden Abfahrt schloss Richard Carapaz zu seinem Teamkollegen Darren Rafferty auf, der aus der Spitzengruppe zurückgefallen war. Der Ire unterstützte seinen Kapitän auf den nachfolgenden leicht ansteigenden Kilometern, ehe Richard Carapaz in der ersten Auffahrt der Alto de Hazallanas erneut antrat.
An der Spitze des Rennens fiel Marc Soler nach getaner Arbeit zurück und Jay Vine übernahm die Tempoarbeit. Im Anstieg der Alto de Hazallanas konnten ihm schließlich nur sein Teamkollege Adam Yates und David Gaudu folgen. 58 Kilometer vor dem Ziel forcierte Adam Yates das Tempo und setzte sich als Solist ab. Der Vorsprung des Briten, der in der Gesamtwertung neun Minuten und 27 Sekunden zurücklag, betrug zu diesem Zeitpunkt rund viereinhalb Minuten gegenüber dem Hauptfeld, das unterdessen stark dezimiert worden war. Dazwischen befand sich Richard Carapaz der weiterhin Zeit gut machte. Adam Yates führte über die Alto de Hazallanas und sicherte sich somit zehn Punkte im Kampf um die Bergwertung, womit er in der Sonderwertung zwischenzeitlich auf den fünften Rang vorrückte. Hinter Jay Vine und David Gaudu folgte Richard Carapaz, der auf der Passhöhe nur noch rund eineinhalb Minuten hinter dem Spitzenreiter zurücklag. Das Hauptfeld um den Gesamtführenden Ben O’Connor (Decathlon AG2R La Mondiale) erreichte die Alto de Hazallanas mit einem Rückstand von rund fünfeinhalb Minuten. Mit Antonio Tiberi (Bahrain Victorious) war zu diesem Zeitpunkt bereits der Führende in der Nachwuchswertung abgehängt worden. Der Italiener, der zudem auf dem vierten Gesamtrang lag, gab das Rennen schlussendlich wegen eines Hitzeschlags auf.
In Güéjar Sierra sicherte sich Adam Yates die meisten Punkte beim einzigen Zwischensprint, ehe er die zweite Auffahrt der Alto de Hazallanas mit einem Vorsprung von etwas mehr als zwei Minuten in Angriff nahm. Dahinter folgte eine kleine Verfolgergruppe, die sich um Richard Carapaz gebildet hatte. Der Ecuadorianer erwies sich jedoch als stärkster Fahrer und konnte seine Begleiter in den steilen Rampen rasch distanzieren. Im Anschluss konnte er seinen Rückstand gegenüber Adam Yates nicht entscheidend verringern und überquerte die Passhöhe mit einem Rückstand von rund zwei Minuten. Der weiterhin führende Adam Yates sicherte sich erneut die meisten Bergpunkte und übernahm somit die Führung in der Bergwertung, ehe es auf die letzten 20 abschüssigen Kilometer ging. David Gaudu überquerte die Alto de Hazallanas als Dritter, wobei er rapide an Zeit verlor. Im stark dezimierten Hauptfeld hatte sich unterdessen Enric Mas (Movistar) von den anderen Gesamtklassement-Fahrern absetzen können. Der Spanier überquerte die Passhöhe der Alto de Hazallanas mit einem Vorsprung von einer Minute vor der Gruppe um das Rote Trikot, in der sich zu diesem Zeitpunkt noch sieben Fahrer befanden. In der nachfolgenden Abfahrt schloss er zu dem viertplatzierten Jay Vine auf, ehe er sich in einer langgezogenen Linkskurve versteuerte und nur knapp einen Sturz verhindern konnte. Auf den letzten flacheren Kilometern schlossen Enric Mas und Jay Vine zunächst zu David Gaudu auf, doch das Trio wurde wenig später von der Gruppe um das Rote Trikot gestellt.
Nach einem Solo über 58 Kilometer gewann Adam Yates die anspruchsvolle 9. Etappe mit einem Vorsprung von einer Minute und 39 Sekunden vor Richard Carapaz. Beide Fahrer verbesserten sich somit in der Gesamtwertung und schafften den Sprung in die Top 10. Im Sprint um Platz drei setzte sich der gesamtführende Ben O’Connor durch, der sich zugleich die drei verbliebenen Bonussekunden sicherte. In der Gruppe mit dem Australier, die den Zielstrich mit einem Rückstand von drei Minuten und 45 Sekunden überquerte befand sich auf sein Teamkollege Felix Gall, der das Renngeschehen im Schlussanstieg kontrolliert hatte. Weiters wurden auch Primož Roglič, Florian Lipowitz (beide Red Bull–Bora–Hansgrohe), Enric Mas, Mikel Landa (Soudal Quick-Step), Carlos Rodríguez (Ineos Grenadiers), David Gaudu, Pavel Sivakov und Jay Vine mit derselben Zeit gewertet. Mit einem Rückstand von 30 weiteren Sekunden folgten Mattias Skjelmose Jensen (Lidl-Trek), Sepp Kuss (Visma-Lease a Bike) und Cristián Rodríguez (Arkéa-B&B Hotels). Alle weiteren Fahrer verloren bereits mehr als sieben Minuten auf den Etappensieger.
In der Gesamtwertung baute Ben O’Connor seinen Vorsprung aufgrund der Zeitbonifikationen auf drei Minuten und 53 Sekunden gegenüber Primož Roglič aus. Richard Carapaz rückte vom 18. auf den dritten Gesamtrang vor und lag nun vier Minuten und 32 Sekunden hinter Ben O’Connor zurück. Adam Yates machte ebenfalls einen großen Sprung nach vorne und wies nun als Gesamtsiebter einen Rückstand von fünfeinhalb Minuten auf, womit er weniger als eine Minute hinter dem Podium zurücklag. Weiters übernahm der Brite die Führung in der Bergwertung, wobei sein Vorsprung gegenüber Primož Roglič vier Punkte betrug. Florian Liopwitz übernahm als Gesamtsechster die Führung in der Nachwuchswertung. Cristián Rodríguez, Mattias Skjelmose Jensen und Lennert Van Eetvelt (Lotto Dstny) fielen aus den Top 10, während mit David Gaudu auch der dritte Ausreißer des Tages in diese vorstieß. Wout van Aert absolvierte die Etappe im vorgegebenen Zeitlimit und verteidigte so die Führung in der Punktewertung. Das UAE Team Emirates setzte sich an die Spitze der Mannschaftswertung, wobei Adam Yates zum aktivsten Fahrer gewählt wurde. Neben Antonio Tiberi schieden auch Rainer Kepplinger (Bahrain Victorious) und Joshua Tarling (Ineos Grenadiers) aus, womit noch 163 Fahrer im Rennen verblieben.

## Ergebnis
| \| Etappenergebnis \| Etappenergebnis \| Etappenergebnis \| Etappenergebnis \| Etappenergebnis \| \| Fahrer \| Fahrer \| Land \| Team \| Zeit \| \| --------------- \| ---------------- \| ---------------------- \| -------------------------- \| --------------- \| \| 1. \| Adam Yates \| Vereinigtes Königreich \| UAE Team Emirates \| 4 h 42 min 28 s \| \| 2. \| Richard Carapaz \| Ecuador \| EF Education-EasyPost \| + 1 min 39 s \| \| 3. \| Ben O’Connor \| Australien \| Decathlon-AG2R La Mondiale \| + 3 min 45 s \| \| 4. \| Mikel Landa \| Spanien \| Soudal Quick-Step \| + 3 min 45 s \| \| 5. \| Florian Lipowitz \| Deutschland \| Red Bull-Bora-Hansgrohe \| + 3 min 45 s \| \| 6. \| Pavel Sivakov \| Frankreich \| UAE Team Emirates \| + 3 min 45 s \| \| 7. \| Carlos Rodríguez \| Spanien \| Ineos Grenadiers \| + 3 min 45 s \| \| 8. \| Primož Roglič \| Slowenien \| Red Bull-Bora-Hansgrohe \| + 3 min 45 s \| \| 9. \| David Gaudu \| Frankreich \| Groupama-FDJ \| + 3 min 45 s \| \| 10. \| Enric Mas \| Spanien \| Movistar Team \| + 3 min 45 s \| |                  |                        |                            |                 |
| |                  |                        |                            |                 |
| Quelle: ProCyclingStats |                  |                        |                            |                 |
| Etappenergebnis |                  |                        |                            |                 |
| Fahrer | Fahrer           | Land                   | Team                       | Zeit            |
| 1. | Adam Yates       | Vereinigtes Königreich | UAE Team Emirates          | 4 h 42 min 28 s |
| 2. | Richard Carapaz  | Ecuador                | EF Education-EasyPost      | + 1 min 39 s    |
| 3. | Ben O’Connor     | Australien             | Decathlon-AG2R La Mondiale | + 3 min 45 s    |
| 4. | Mikel Landa      | Spanien                | Soudal Quick-Step          | + 3 min 45 s    |
| 5. | Florian Lipowitz | Deutschland            | Red Bull-Bora-Hansgrohe    | + 3 min 45 s    |
| 6. | Pavel Sivakov    | Frankreich             | UAE Team Emirates          | + 3 min 45 s    |
| 7. | Carlos Rodríguez | Spanien                | Ineos Grenadiers           | + 3 min 45 s    |
| 8. | Primož Roglič    | Slowenien              | Red Bull-Bora-Hansgrohe    | + 3 min 45 s    |
| 9. | David Gaudu      | Frankreich             | Groupama-FDJ               | + 3 min 45 s    |
| 10. | Enric Mas        | Spanien                | Movistar Team              | + 3 min 45 s    |

## Gesamtstände
| \| Gesamtwertung \| Gesamtwertung \| Gesamtwertung \| Gesamtwertung \| Gesamtwertung \| \| Fahrer \| Fahrer \| Land \| Team \| Zeit \| \| ------------- \| ---------------- \| ---------------------- \| -------------------------- \| ---------------- \| \| 1. \| Ben O’Connor \| Australien \| Decathlon-AG2R La Mondiale \| 36 h 09 min 36 s \| \| 2. \| Primož Roglič \| Slowenien \| Red Bull-Bora-Hansgrohe \| + 3 min 53 s \| \| 3. \| Richard Carapaz \| Ecuador \| EF Education-EasyPost \| + 4 min 32 s \| \| 4. \| Enric Mas \| Spanien \| Movistar Team \| + 4 min 35 s \| \| 5. \| Mikel Landa \| Spanien \| Soudal Quick-Step \| + 5 min 17 s \| \| 6. \| Florian Lipowitz \| Deutschland \| Red Bull-Bora-Hansgrohe \| + 5 min 29 s \| \| 7. \| Adam Yates \| Vereinigtes Königreich \| UAE Team Emirates \| + 5 min 30 s \| \| 8. \| Felix Gall \| Österreich \| Decathlon-AG2R La Mondiale \| + 5 min 30 s \| \| 9. \| Carlos Rodríguez \| Spanien \| Ineos Grenadiers \| + 6 min 00 s \| \| 10. \| David Gaudu \| Frankreich \| Groupama-FDJ \| + 6 min 32 s \| |                  |                        |                            |                  |
| |                  |                        |                            |                  |
| Quelle: ProCyclingStats |                  |                        |                            |                  |
| Gesamtwertung |                  |                        |                            |                  |
| Fahrer | Fahrer           | Land                   | Team                       | Zeit             |
| 1. | Ben O’Connor     | Australien             | Decathlon-AG2R La Mondiale | 36 h 09 min 36 s |
| 2. | Primož Roglič    | Slowenien              | Red Bull-Bora-Hansgrohe    | + 3 min 53 s     |
| 3. | Richard Carapaz  | Ecuador                | EF Education-EasyPost      | + 4 min 32 s     |
| 4. | Enric Mas        | Spanien                | Movistar Team              | + 4 min 35 s     |
| 5. | Mikel Landa      | Spanien                | Soudal Quick-Step          | + 5 min 17 s     |
| 6. | Florian Lipowitz | Deutschland            | Red Bull-Bora-Hansgrohe    | + 5 min 29 s     |
| 7. | Adam Yates       | Vereinigtes Königreich | UAE Team Emirates          | + 5 min 30 s     |
| 8. | Felix Gall       | Österreich             | Decathlon-AG2R La Mondiale | + 5 min 30 s     |
| 9. | Carlos Rodríguez | Spanien                | Ineos Grenadiers           | + 6 min 00 s     |
| 10. | David Gaudu      | Frankreich             | Groupama-FDJ               | + 6 min 32 s     |

| Punktewertung | Punktewertung       | Punktewertung | Punktewertung              | Punktewertung |
| Fahrer        | Fahrer              | Land          | Team                       | Punkte        |
| ------------- | ------------------- | ------------- | -------------------------- | ------------- |
| 1.            | Wout van Aert       | Belgien       | Team Visma \| Lease a Bike | 203 P.        |
| 2.            | Kaden Groves        | Australien    | Alpecin-Deceuninck         | 162 P.        |
| 3.            | Pavel Bittner       | Tschechien    | Team dsm-firmenich PostNL  | 81 P.         |
| 4.            | Primož Roglič       | Slowenien     | Red Bull-Bora-Hansgrohe    | 66 P.         |
| 5.            | Ben O’Connor        | Australien    | Decathlon-AG2R La Mondiale | 65 P.         |
| 6.            | Mathias Vacek       | Tschechien    | Lidl-Trek                  | 57 P.         |
| 7.            | Stefan Küng         | Schweiz       | Groupama-FDJ               | 51 P.         |
| 8.            | Corbin Strong       | Neuseeland    | Israel-Premier Tech        | 49 P.         |
| 9.            | Lennert Van Eetvelt | Belgien       | Lotto Dstny                | 48 P.         |
| 10.           | Pau Miquel          | Spanien       | Equipo Kern Pharma         | 48 P.         |

| Bergwertung | Bergwertung      | Bergwertung            | Bergwertung                | Bergwertung |
| Fahrer      | Fahrer           | Land                   | Team                       | Punkte      |
| ----------- | ---------------- | ---------------------- | -------------------------- | ----------- |
| 1.          | Adam Yates       | Vereinigtes Königreich | UAE Team Emirates          | 22 P.       |
| 2.          | Primož Roglič    | Slowenien              | Red Bull-Bora-Hansgrohe    | 18 P.       |
| 3.          | David Gaudu      | Frankreich             | Groupama-FDJ               | 18 P.       |
| 4.          | Jay Vine         | Australien             | UAE Team Emirates          | 17 P.       |
| 5.          | Sylvain Moniquet | Belgien                | Lotto Dstny                | 16 P.       |
| 6.          | Filippo Zana     | Italien                | Team Jayco AlUla           | 11 P.       |
| 7.          | Pelayo Sánchez   | Spanien                | Movistar Team              | 10 P.       |
| 8.          | Luis Ángel Maté  | Spanien                | Euskaltel-Euskadi          | 9 P.        |
| 9.          | Ben O’Connor     | Australien             | Decathlon-AG2R La Mondiale | 9 P.        |
| 10.         | Richard Carapaz  | Ecuador                | EF Education-EasyPost      | 9 P.        |

| Nachwuchswertung | Nachwuchswertung    | Nachwuchswertung       | Nachwuchswertung           | Nachwuchswertung |
| Fahrer           | Fahrer              | Land                   | Team                       | Zeit             |
| ---------------- | ------------------- | ---------------------- | -------------------------- | ---------------- |
| 1.               | Florian Lipowitz    | Deutschland            | Red Bull-Bora-Hansgrohe    | 36 h 15 min 05 s |
| 2.               | Carlos Rodríguez    | Spanien                | Ineos Grenadiers           | + 31 s           |
| 3.               | Mattias Skjelmose   | Dänemark               | Lidl-Trek                  | + 1 min 49 s     |
| 4.               | Lennert Van Eetvelt | Belgien                | Lotto Dstny                | + 3 min 26 s     |
| 5.               | Max Poole           | Vereinigtes Königreich | Team dsm-firmenich PostNL  | + 31 min 27 s    |
| 6.               | Isaac Del Toro      | Mexiko                 | UAE Team Emirates          | + 33 min 17 s    |
| 7.               | Matthew Riccitello  | Vereinigte Staaten     | Israel-Premier Tech        | + 36 min 30 s    |
| 8.               | Giovanni Aleotti    | Italien                | Red Bull-Bora-Hansgrohe    | + 37 min 47 s    |
| 9.               | Cian Uijtdebroeks   | Belgien                | Team Visma \| Lease a Bike | + 38 min 55 s    |
| 10.              | Mauri Vansevenant   | Belgien                | Soudal Quick-Step          | + 40 min 46 s    |

| Mannschaftswertung | Mannschaftswertung         | Mannschaftswertung           | Mannschaftswertung |
| Team               | Team                       | Land                         | Zeit               |
| ------------------ | -------------------------- | ---------------------------- | ------------------ |
| 1.                 | UAE Team Emirates          | Vereinigte Arabische Emirate | 108 h 43 min 16 s  |
| 2.                 | Decathlon-AG2R La Mondiale | Frankreich                   | + 5 min 03 s       |
| 3.                 | Red Bull-Bora-Hansgrohe    | Deutschland                  | + 6 min 10 s       |
| 4.                 | Groupama-FDJ               | Frankreich                   | + 30 min 01 s      |
| 5.                 | Israel-Premier Tech        | Israel                       | + 42 min 35 s      |
| 6.                 | Ineos Grenadiers           | Vereinigtes Königreich       | + 46 min 08 s      |
| 7.                 | Team Visma \| Lease a Bike | Niederlande                  | + 48 min 52 s      |
| 8.                 | Movistar Team              | Spanien                      | + 49 min 21 s      |
| 9.                 | Lidl-Trek                  | Vereinigte Staaten           | + 58 min 01 s      |
| 10.                | Soudal Quick-Step          | Belgien                      | + 58 min 37 s      |

## Ausgeschiedene Fahrer
- João Almeida (UAE Team Emirates) ging aufgrund einer COVID-19-Erkrankung nicht an den Start
- Rainer Kepplinger (Bahrain Victorious) gab die Etappe auf
- Antonio Tiberi (Bahrain Victorious) gab die Etappe wegen eines Hitzeschlags auf[3]
- Joshua Tarling (Ineos Grenadiers) gab die Etappe wegen Sturzfolgen auf[4]